# Saccolaimus
Genre
Saccolaimus est un genre de chauves-souris insectivores de la famille des Emballonuridae.

## Liste des espèces
- Saccolaimus flaviventris Peters, 1867
- Saccolaimus mixtus Troughton, 1925
- Saccolaimus peli (Temminck, 1853)
- Saccolaimus pluto (Miller, 1911)
- Saccolaimus saccolaimus (Temminck, 1838)